# Os Dois ou o Inglês Maquinista
Os Dois ou o Inglês Maquinista é uma comédia e obra teatral de um ato escrita por Martins Pena na década de 1840 e publicada em 1871. A história se passa inteiramente na sala de uma família rica brasileira e abrange temas como a futilidade da classe alta brasileira, escravidão (especificamente os "meias-caras", escravos africanos trazidos ilegalmente), e corrupção. Pena usou o maniqueísmo para caracterizar suas personagens: de um lado personagens interesseiras e corruptas, e do outro personagens honestas.
A obra encontra-se no domínio público.

## Personagens principais
- Clemência: mãe de Mariquinha e Júlia e supostamente viúva de Alberto. Dona da casa em que a peça se passa. É dona de um grande dote, interessando a Negreiro e o inglês Gainer.
- Mariquinha: filha de Clemência. Apaixonada por Felício, ela procura evitar que seja prometida em casamento para Gainer ou Negreiro.
- Felício: primo de Mariquinha. Arquiteta o plano para impedir que tanto Gainer quanto Negreiro consigam a mão de Mariquinha.
- Negreiro: traficante de escravos e interessado no dote de Clemência, busca se casar com Mariquinha.
- Gainer: maquinista inglês interessado no dote de Clemência, busca se casar com Mariquinha.
- Alberto: marido de Clemência supostamente morto no Rio Grande.

## Sinopse
Sabendo das intenções de Gainer e Negreiro de pedir a mão de Mariquinha, Felício, primo e amor de Mariquinha, arquiteta um plano para virar Gainer e Negreiro um contra o outro. Felício diz a Gainer que Negreiro o chama de "velhaco", e diz a Negreiro que Gainer denunciou um de seus navios negreiros para as autoridades. Quando os dois pretendentes se encontram novamente, partem para a luta, e se torna conhecido para Clemência as intenções de Gainer (Clemência aparenta já conhecer das intenções de Negreiro). Clemência fica surpresa quando descobre que Gainer procurava se casar com Mariquinha e não com ela. Negreiro se esconde atrás de uma cortina, escutando os diálogos de clemência e ouvindo que ela enviará uma carta propondo casamento a Gainer, e então sai de cena. Alberto, marido de Clemência e supostamente morto, entra em cena, e encontra Negreiro atrás da cortina. Os dois se escondem, e Alberto se sente traído por sua mulher. Eles ouvem Felício e Mariquinha, filha de Alberto, demonstrarem amor um pelo outro. Gainer e Clemência reentram em cena separadamente e procedem a discutir um acordo de casamento, que Gainer entendeu como um casamento com Mariquinha, e Clemência como um casamento entra ela mesma e Gainer. Alberto pula para fora da cortina e mostra sua indignação com sua mulher, ameaçando ir embora. Felício, Mariquinha e sua pequena irmã Júlia entram em cena, e Felício convence Alberto a ficar. Alberto então perdoa Clemência, e permite o casamento de Mariquinha e Felício.